# Cinanserina
La cinanserina (INN) è un antagonista dei recettori per la serotonina 5-HT2A e 5-HT2C scoperti negli anni '60.
La molecola è un inibitore della proteasi 3C-like del SARS-coronavirus (SARS).